# 海杰弗
海杰弗（匈牙利語：Hetyefő），是匈牙利维斯普雷姆州所辖的一个村，总面积4.11平方公里，总人口88，人口密度21.4人/平方公里（2010年1月1日）。